# 한국성결신문
한국성결신문(韓國聖潔新聞)은 1990년 창간된 기독교신문으로 기독교대한성결교회에서 주1회 발행하는 주간지이다.  사옥은 서울시 강남구에 소재한 성결회관이다.

## 같이 보기
- 기독교대한성결교회
- 기독교대한성결교회 역대총회장
- 서울신학대학교
- 성결신문
- 찰스 카우만